# Unione Sportiva Castrovillari Calcio 1996-1997
Questa voce raccoglie le informazioni riguardanti l'Unione Sportiva Castrovillari Calcio nelle competizioni ufficiali della stagione 1996-1997.

## Rosa
| N. |                   | Ruolo | Calciatore            |
| -- | ----------------- | ----- | --------------------- |
|    | Italia (bandiera) | C     | Raimondo Acampora     |
|    | Italia (bandiera) | C     | Angelo Andreoli       |
|    | Italia (bandiera) | A     | Maurizio Balestrieri  |
|    | Italia (bandiera) | C     | Antongiulio Bonacci   |
|    | Italia (bandiera) | D     | Antonio Chiappetta    |
|    | Italia (bandiera) | D     | Marco Colle           |
|    | Italia (bandiera) | D     | Dario Conte           |
|    | Italia (bandiera) | P     | Emiliano Dei          |
|    | Italia (bandiera) | D     | Cristian De Leonardis |
|    | Italia (bandiera) | C     | Danilo D'Elia         |
|    | Italia (bandiera) | D     | Fabio De Sanzo        |
|    | Italia (bandiera) | C     | Gianluca Di Giulio    |

| N. |                      | Ruolo | Calciatore            |
| -- | -------------------- | ----- | --------------------- |
|    | Italia (bandiera)    | D     | Aldo Gardini          |
|    | Italia (bandiera)    |       | Falbo Guzzetti        |
|    | Argentina (bandiera) | A     | Fernando Kuyumchoglu  |
|    | Italia (bandiera)    | C     | Piergiuseppe Lombardi |
|    | Italia (bandiera)    | C     | Andrea Manfredi       |
|    | Italia (bandiera)    | C     | Antonio Morello       |
|    | Italia (bandiera)    | A     | Graziano Nocera       |
|    | Croazia (bandiera)   | A     | Dragutin Ristić       |
|    | Italia (bandiera)    | C     | Vincenzo Rubino       |
|    | Italia (bandiera)    | P     | Francesco Spingola    |
|    | Italia (bandiera)    | A     | Davide Visciglia      |
|    | Italia (bandiera)    | D     | Sergio Volturno       |